# ویلوواتایا (ویالا)
ویلوواتایا (انگلیسی: Vilovataya) یک رودخانه در استان مورمانسک کشور روسیه است.